# Walisische Fußballnationalmannschaft der Frauen/Europameisterschaften
Die Geschichte der Walisischen Fußballnationalmannschaft der Frauen bei Europameisterschaften begann mit der Qualifikationsrunde zur sechsten EM 1997, bei der sie allerdings erfolglos blieb. In der Folge nahm Wales bis auf 2005 immer wieder an der Qualifikation teil, spielte dabei aber zweimal in der B-Kategorie, wodurch sie schon von vornherein keine Chance hatten sich zu qualizieren. Erst im Dezember 2024 konnten sich die Waliserinnen für die 2025 in der Schweiz stattfindende Endrunde qualifizieren.

## Übersicht
| Jahr | Gastgeberland     | Teilnahme bis...   | Gegner                           | Ergebnis | Trainer         | Bemerkungen und Besonderheiten                                                                                |
| ---- | ----------------- | ------------------ | -------------------------------- | -------- | --------------- | --- |
| 1984 | keine Endrunde    | nicht teilgenommen |                                  |          |                 | |
| 1987 | Norwegen          | nicht teilgenommen |                                  |          |                 | |
| 1989 | Deutschland       | nicht teilgenommen |                                  |          |                 | |
| 1991 | Dänemark          | nicht teilgenommen |                                  |          |                 | |
| 1993 | Italien           | nicht teilgenommen |                                  |          |                 | |
| 1995 | keine Endrunde    | nicht qualifiziert |                                  |          |                 | Gruppenletzte in der Qualifikation hinter Deutschland, Kroatien und der Schweiz                               |
| 1997 | Norwegen/Schweden | nicht qualifiziert |                                  |          |                 | Wales hatte in der B-Kategorie keine Chance sich zu qualifizieren                                             |
| 2001 | Deutschland       | nicht qualifiziert |                                  |          |                 | Wales hatte in der B-Kategorie keine Chance sich zu qualifizieren                                             |
| 2005 | England           | nicht teilgenommen |                                  |          |                 | Wales zog seine Mannschaft vor Beginn der Qualifikation zurück.                                               |
| 2009 | Finnland          | nicht qualifiziert |                                  |          |                 | In der Qualifikation als Gruppenfünfter an Deutschland, der Niederlande, der Schweiz und Belgien gescheitert. |
| 2013 | Schweden          | nicht qualifiziert |                                  |          |                 | In der Qualifikation an Frankreich und Schottland gescheitert, das sich aber auch nicht qualifizieren konnte. |
| 2017 | Niederlande       | nicht qualifiziert |                                  |          |                 | In der Qualifikation an Norwegen und Österreich gescheitert.                                                  |
| 2022 | England           | nicht qualifiziert |                                  |          |                 | In der Qualifikation an Norwegen und Nordirland gescheitert.                                                  |
| 2025 | Schweiz           | Vorrunde           | Niederlande, Frankreich, England |          | Rhian Wilkinson | Im Play-off-Finale der Qualifikation gegen Irland durchgesetzt.                                               |

## Die Turniere

### EM 1984 bis EM 1993
Wales nahm nicht an der Qualifikation teil.

### EM 1995
Für die ohne Endrunde stattfindende EM 1995 wollte sich dann auch Wales erstmals qualifizieren. Die Waliserinnen trafen auf Deutschland, Kroatien und die Schweiz und verloren die sechs Spiele, wobei sie mit zweimal 0:12 gegen Deutschland ihre höchsten Länderspielniederlagen kassierten.

### EM 1997 in Norwegen
Im Herbst 1995 begann die Qualifikation für die nächste EM-Endrunde für die nun schon 34 Mannschaften, darunter auch wieder Wales gemeldet hatten und die erstmals mit acht Mannschaften ausgetragen wurde. Auf Grund der unterschiedlichen Spielstärke der gemeldeten Mannschaften wurde die Qualifikation in zwei Kategorien eingeteilt. Die 16 stärksten Mannschaften, zu denen Wales nicht gehörte, spielten um die direkte Qualifikation, die 18 schwächeren Mannschaften um die Möglichkeit bei der nächsten Qualifikation in der höheren Kategorie zu spielen. Wales spielte gegen Belgien, Irland, Schottland und die Färöer. Die Waliserinnen starteten mit vier Niederlagen, gewannen dann aber gegen Schottland mit 5:1. In den letzten drei Spielen gab es dann je ein Remis (0:0 gegen Belgien), eine Niederlage (2:3 in Schottland) und einen Sieg (1:0 auf den Färöer), womit es nur zum vorletzten Platz reichte.

### EM 2001 in Deutschland
In der Qualifikation für die EM 2001 spielten die Waliserinnen wieder in der Kategorie B. Gegner waren Belgien sowie Österreich und  Polen. Die Waliserinnen starteten mit einer 0:4-Niederlage gegen Polen, erreichten in Österreich ein 1:1, verloren dann zweimal gegen Belgien (0:2 und 0:6) und daheim gegen Österreich (0:1). Ein 2:2 im letzten Spiel in Polen half dann auch nicht mehr um den letzten Platz zu verlassen.

### EM 2005 in England
Für die EM 2005 wurde der Gastgeber erstmals vorab festgelegt und England erhielt den Zuschlag für die Austragung. Letztmals fand die Qualifikation in zwei Kategorien statt. Wales sollte in der B-Kategorie spielen, zog seine Mannschaft vor Beginn der Qualifikation aber zurück.

### EM 2009 in Finnland
Die EM 2009 fand in Finnland statt. Erstmals nahmen zwölf Mannschaften am Turnier teil. Geändert wurde auch der Qualifikationsmodus. Die 1. Qualifikationsrunde bestritten nur die 20 schwächsten Nationalmannschaften. Wales musste in der ersten Qualifikations-Runde bei einem Turnier in Mazedonien antreten und gewann die drei Spiele gegen die Färöer, Mazedonien und Kasachstan. In der zweiten Runde trafen sie auf Titelverteidiger Deutschland, die Niederlande, die Schweiz und Belgien und verloren alle acht Spiele.

### EM 2013 in Schweden
Die EM 2013 fand zum zweiten Mal in Schweden statt. Wieder wurde die Qualifikation von den schwächeren Mannschaften begonnen, diesmal aber nur von den acht schwächsten Teams. Wales musste wieder erst in der zweiten Runde eingreifen und wurde der Gruppe mit Frankreich zugelost. Weitere Gegner waren Schottland, Irland und Israel. Die Waliserinnen verloren das erste Spiel daheim gegen Irland mit 0:2 und anschließend daheim mit 1:4 gegen Frankreich. Nach einem 2:2 in Schottland gelang in Israel der erste Sieg – wieder 2:0. Die zweite Qualifikationshälfte begann mit einer 0:4-Niederlage in Frankreich, gefolgt von einem 1:0 in Irland und einem 5:0 gegen Israel. Im letzten Spiel ging es dann gegen Schottland um Platz 2, wozu die Waliserinnen einen Sieg brauchten, aber mit 1:2 verloren. Die Schottinnen unterlagen dann in den Play-offs Spanien.

### EM 2017 in den Niederlanden
Die EM 2017 fand in den Niederlanden und erstmals mit 16 Mannschaften statt. Wales wurde für die Qualifikation in die Gruppe mit Norwegen gelost und traf zudem auf die Mannschaften von Österreich, Kasachstan und Israel. Wales begann die Qualifikation mit einer 0:3-Niederlage in Österreich und einem 0:4 in Norwegen. Es folgte ein 4:0-Sieg gegen Kasachstan und ein 2:2 in Israel. Nach einem 4:0-Sieg in Kasachstan wurde gegen Norwegen mit 0:2 verloren, wodurch die Waliserinnen schon vor den beiden letzten Spielen keine Chance mehr hatten sich zu qualifizieren. In diesen gelang dann zwar noch ein 3:0 gegen Israel und ein torloses Remis gegen Österreich, am Ende wurden sie aber lediglich Dritte.

### EM 2022 in den England
In der Qualifikation für die eigentlich für 2021 terminierte EM-Endrunde trafen die Waliserinnen auf Norwegen, Nordirland, Belarus und die Färöer, gegen die das erste Spiel mit 6:0 gewonnen wurde. Es folgte ein 2:2 daheim gegen Nordirland und ein 1:0-Sieg in Belarus. Nach einem torlosen Remis in Nordirland, folgte die erste Niederlage mit 0:1 in Norwegen. Nach einem 4:0 gegen die Färöer wurde auch das Rückspiel gegen Norwegen mit 0:1 verloren. Mit einem 3:0-Sieg gegen Belarus wurde die Qualifikation punktgleich mit Nordirland abgeschlossen. Zwar hatten die Waliserinnen die bessere Tordifferenz, da aber die Nordirinnen beim 2:2 in Wales zwei Tore erzielt hatten, die Waliserinnen beim 0:0 in Nordirland aber keins, wurden die Nordirinnen Gruppenzweite und die Waliserinnen verpassten als Gruppendritte die Play-offs, in denen sich die Nordirinnen gegen die Ukraine durchsetzten und damit erstmals für die Endrunde qualizieren konnten.

### EM 2025 in der Schweiz

Startaufstellung im ersten EM-Spiel der Waliserinnen

Die Qualifikation lief erstmals unter einem anderen Modus. Analog der UEFA Women’s Nations League wurde in drei Ligen gespielt, wobei sich nur die Gruppensieger und -zweiten der Liga A direkt für die Endrunde qualifizierten. Die Waliserinnen trafen in Liga B4 auf die Ukraine, Kroatien und den Kosovo. Die Waliserinnen gewannen vier Spiele und spielten zweimal remis, wodurch sie Gruppensieger wurden. Als diese trafen sie im Play-off-Halbfinale auf die Slowakei. Nach einer 1:2-Auswärtsniederlage stand es im Rückspiel nach 90 Minuten 1:0 für Wales. Da diesmal die Auswärtstorregel nicht galt, musste das Spiel verlängert werden und in der 112. Minute gelang Ceri Holland das Tor zum 2:0-Endstand. Im Play-off-Finale hatten sie zunächst Heimrecht gegen Irland, kamen aber nur zu einem 1:1. Das Rückspiel in Irland wurde aber mit 2:1 gewonnen und damit qualifizierten sich die Waliserinnen erstmals für die Endrunde. Bei der Auslosung am 16. Dezember 2024 wurden die Waliserinnen in die Gruppe mit Titelverteidiger England, Frankreich und der Niederlande gelost, gegen die sie ihr erstes EM-Spiel bestritten und mit 0:3 verloren. Es folgten Niederlagen gegen Frankreich (1:4), wobei Rekordnationalspielerin und Rekordtorschützin Jessica Fishlock das erste EM-Tor für die Waliserinnen erzielte, und England (1:6).

## Spiele
| Nr. | Ergebnis | Datum      | Gegner 1    | Austragungsort   | Anlass       | Bemerkung |
| --- | -------- | ---------- | ----------- | ---------------- | ------------ | --------- |
| 1   | 0:3      | 05.07.2025 | Niederlande | Luzern (CHE)     | Gruppenspiel |           |
| 2   | 1:4      | 09.07.2025 | Frankreich  | St. Gallen (CHE) | Gruppenspiel |           |
| 3   | 1:6      | 13.07.2025 | England     | St. Gallen (CHE) | Gruppenspiel |           |

Anmerkungen: